# Deobandi
Deobandi (hindiül: देवबन्दी; pastu és fárszi:دیوبندی; pandzsábi és urdu: دیوبندی afgán;دیڤبندی; arab الديوبندية; bengáli: দেওবন্দি ; gudzsaráti|દેવબંદી ; orija: ଦେଓବନ୍ଦି)  a szunnita iszlámon belüli reformmozgalom, amely a 19. század végén alakult ki az indiai Deoband városában működő Darul Uloom iszlám szeminárium körül.  A szemináriumot többek között Muhammad Kászim Nanautavi, Rasid Ahmad Gangohi  alapította 1866-ban, nyolc évvel az 1857-58-as indiai szipojlázadás után. A deobandi mozgalom politikai szárnya, a Dzsamiat Ulema-e-Hind 1919-ben jött létre, és az összetett nacionalizmus tanának propagálásával jelentős szerepet játszott az indiai függetlenségi mozgalomban.
Teológiailag a deobandik a taglíd (a jogi precedensnek való megfelelés) tanát vallják, és a hanafita iskola hívei. Alapítói  az iszlám tudós és mudzsadíd Sah Valiullah valláspolitikai tanításából és a vahhábita ideológiából merítettek.  A deobandi iskola a kezdeti években békés vallásközi vitákat folytatott a keresztény és hindu tudósokkal. A megalakulás kezdeti szakaszában a működési költségeket részben a hinduk állták, mivel az akkori deobandi filozófusok a hinduk, keresztények és muszlimok egységét, a multikulturalizmust és India felosztásának ellenzését hirdették.
Az 1970-es évek végétől kezdve a mozgalom a vahhábizmus hatása alá került főként Afganisztánban és Pakisztánban. Az 1980-as évek elejétől a 2000-es évek elejéig egyes deobandista ideológusokat nagymértékben finanszírozott Szaúd-Arábia. A pakisztáni kormány támogatta a deobandi fegyveres szárnyát, hogy a Szovjetunió Afganisztáni és India kasmíri jelenlétét visszaszorítsa. A deobandista szabadcsapatok részére küldött fegyverek és pénzügyi támogatás később komoly konfliktusokat tápláltak a térségben. A mozgalom, amelynek központja ma főként Indiában, Pakisztánban, Bangladesben és Afganisztánban van, elterjedt az Egyesült Királyságban, és jelen van Dél-Afrikában is. A pakisztáni, bangladesi és afganisztáni ágak és az eredeti indiai szemináriumok India felosztása óta – az indiai–pakisztáni határral kapcsolatos politikai okokból – sokkal kevesebb kapcsolatot tartanak fenn egymással.
A deobandi mozgalom követői rendkívül sokfélék; egyesek az erőszakmentesség hívei, mások militánsak. A Darul Uloom Deoband következetesen támogatta a tálibok polgári akcióit, de a 2000-es években többször elítélte az iszlám terrorizmust, 2008-ban fatvát bocsátott ki ellene.
Az indiai brit gyarmatosítást az indiai tudósok egy csoportja  az iszlám megrontásának tekintette. A csoport megalapította a Darul Uloom Deoband néven ismert iszlám szemináriumot (medreszét),  ahol a deobandik iszlám megújító és antiimperialista ideológiája kezdett kibontakozni,  és idővel a Darul Uloom Deoband a kairói al-Azhar Egyetem után az iszlám oktatás és kutatás második legnagyobb központjává vált. Az indiai függetlenségi mozgalom idején, majd a gyarmatosítás utáni Indiában a deobandik az összetett nacionalizmus fogalmát hirdették, amely szerint a hindukat és a muszlimokat egy nemzetnek tekintették, akiket arra kértek, hogy egyesüljenek a brit uralom elleni harcban.
1919-ben a deobandi tudósok egy nagyobb csoportja megalakította a Dzsamiat Ulema-e-Hind politikai pártot, amely ellenezte India felosztását. 1919-ben a deobandi tudós Maulana Sied Huszajn Ahmad Madani segített ezen eszmék terjesztésében „Muttahida Qaumiyat Aur Islam” című szövegével. A deobandik egy csoportja később elhatárolódott ettől az állásponttól, és csatlakozott Muhammad Ali Dzsinnah Muszlim Ligájához, köztük Asraf Ali Thanvi, Sabbir Ahmad Uszmani, Zafar Ahmad Uszmani és Muhammad Safi Deobandi, akik 1945-ben megalakították a Jamiat Ulema-e-Islamot.
Az olyan szervezeteken keresztül, mint a Jamiat Ulema-e-Hind és a Tablighi Jamaat, a deobandi mozgalom terjedni kezdett, az indiai Darul Uloom Deoband végzősei olyan országokból, mint Dél-Afrika, Kína és Malajzia, több ezer medreszét nyitottak szerte a világon.

## Fordítás
- Ez a szócikk részben vagy egészben  a   Deobandi című angol Wikipédia-szócikk ezen változatának fordításán alapul.  Az eredeti cikk szerkesztőit annak laptörténete sorolja fel. Ez a jelzés csupán a megfogalmazás eredetét és a szerzői jogokat jelzi, nem szolgál a cikkben szereplő információk forrásmegjelöléseként.